# ماریت بومیستر
ماریت بومیستر ([mɑˈri:t ˈbɑu̯meɪ̯stər]; متولد ۱۷ ژوئن ۱۹۸۸) یک قایقران قایق بادبانی اهل کشور هلند است.
بومیستر مدال طلا در کلاس لیزر رادیال در المپیک تابستانی ۲۰۱۶ را به دست آورد و مدال نقر المپیک تابستانی ۲۰۱۲ را کسب کرد.